# ردولف موسباور
ردولف موسباور (بالألمانية: Rudolf Mössbauer) هو عالم فيزياء ألماني ، حاز على جائزة نوبل للفيزياء عام 1961 . وحاز جائزة نوبل عن اكتشافة تأثير موسباور . واشترك معه في الجائزة العالم الأمريكي روبرت هوفستاتر.
ولد موسباور في 31 يناير 1929 بمدينة ميونيخ بألمانيا ، ودرس أشعة غاما الناشئة من الانتقالات النووية (بالإنجليزية: nuclear transitions)‏.

## روابط خارجية
- ردولف موسباور على موقع الموسوعة البريطانية (الإنجليزية)
- ردولف موسباور على موقع مونزينجر (الألمانية)
- ردولف موسباور على موقع إن إن دي بي (الإنجليزية)